# Domecia acanthophora
Domecia acanthophora är en kräftdjursart som först beskrevs av Mabel Mary Schramm 1867.  Domecia acanthophora ingår i släktet Domecia och familjen Trapeziidae. Utöver nominatformen finns också underarten D. a. acanthophora.